# 2018 AG37
2018 AG37（暱稱FarFarOut）是一顆遙遠的海王星外天體，發現時它與太陽的距離為132.2 ± 1.5 AU（19.78 ± 0.22 × 109 km），是目前能觀測的最遙遠的太陽系天體。影像是在搜尋假設中的第九行星拍攝的，天文學家史考特·雪柏、大衛·J·托倫和查德·楚希羅在2021年2月的一份新聞稿中宣布確認了這個天體。這個天體的暱稱為"遙遠者"，以強調它與太陽的距離，估計它的直徑約為400 km（250 mi），接近矮行星候選者的下限值。
它只有非常暗弱的25等，而且只有世界上最大的望遠鏡才可以觀察得到它。由於2018 AG37距離太陽如此之遠，它在恆星的背景中移動的非常緩慢，在上兩年中只觀察到9次。它需要好幾年的觀測弧才能大略估計其軌道週期，但現時還不確定它現在是在接近還是已經通過遠日點（離太陽最遠的距離）。在2021年，噴氣推進實驗室線上曆書系統提出了它的初步軌道，並估計它在2158年左右抵達遠日點，但“冥王星計畫”顯示它已經在約1951年左右到達遠日點。

## 發現
天文學家史考特·雪柏、大衛·J·托倫和查德·處基羅使用夏威夷毛納基山天文台8.2米的昴望遠鏡拍下了2018 AG37 的第一張影像。他們是使用最大的望遠鏡觀測天空尋找太陽系天體，和他們在2014年提出假想中存在的太陽系第九行星 。
在2019年1月，因為即將舉行的講座受天氣影響而延後，雪柏回顧昴望遠鏡在2018年拍攝的影像，這才注意到2018 AG37。在2018年1月相隔一天的兩張照片中，他發現了一個 視星等25.3等非常微弱，相對於背景恆星和星系移動得非常緩慢的天體。根據2018 AG37在這兩張影像中的位置，雪柏估計他的距離大約在140天文單位，比他在2018年12月，即一個月前發現並宣布的2018 VG18更遠。在2019年2月21日重新安排的演講中，雪柏談到他發現的2018 AG37時，開玩笑的暱稱它為"FarFarOut"，取代前一個最遙遠的太陽系天體，暱稱為"FarOut"的2018 VG18，成為它的繼承著。
繼2018 AG37的發現之後，雪柏於2019年3月在智利拉斯坎帕納斯天文台的6.5米麥哲倫-巴德望遠鏡再次觀測了該天體。隨後，在2019年5月和2020年1月，使用毛納基山的昴望遠鏡進行了更多的觀測。這兩年來的觀測，為2018 AG37建立了一個初步的軌道解決方案，讓小行星中心能對其進行確認和宣佈這顆。2021年2月10日，卡內基科學研究所在一份新聞稿中正式宣布確認2018 AG37。

## 命名
它因為比之前暱稱為" Farout"的太陽系最遠天體2018 VG18更遠，所以暱稱為" Farfarout"。小行星中心在宣佈此一發現時給出的臨時名稱是2018 AG37 。這個臨時名稱表示該天體的發現日期，字母A表示是在一月份的上半月，隨後的字母G和數字37表示是在這半個月中發現的第932個天體(7 + 25 X 37 = 932)
由於觀測弧尚短，使得軌道的不確定性仍高，所以小行星中心尚未正式賦予小行星序號。當一顆小行星的軌道在多次衝的觀測中得到很好的確認時，它才能得到小行星的編號。2018 AG37在軌道確定，得到官方的小行星序號後，發現者才有為其命名的資格。

## 軌道
截至2021年，2018 AG37在兩年的觀測弧中只有9次的觀測。但由於距離太陽太遠，2018 AG37的移動太慢，兩年的觀測還不足以充分確定它的軌道。名義上的軌道有著高度的不確定性，條件程式碼為9 。還需要多幾年的觀測來改善軌道的不確定性。每年一月都是2018 AG37衝的時段。
2018 AG37的軌道要素中，只有定義其距離和位置的軌道傾角和升交點黃經已由兩年的觀測弧充分確定。定義其軌道形狀和運動的軌道要素軌道離心率和平近點角，因為它距離太陽較遠而移動得緩慢，使得觀測弧不能充分覆蓋其大範圍的軌道，因而難以很好的確定。 。MPC和JPL的小天體資料庫提供的最佳擬合標稱軌道給出軌道半長軸為86.0±67.7 AU， 以及0.685±0.309的離心率，分別對應於27.1±5.2 AU的近日點距離和145±114 AU的遠日點距離。對2018 AG37的軌道週期所知也非常貧瘠，僅能推測大約在1,000年左右。

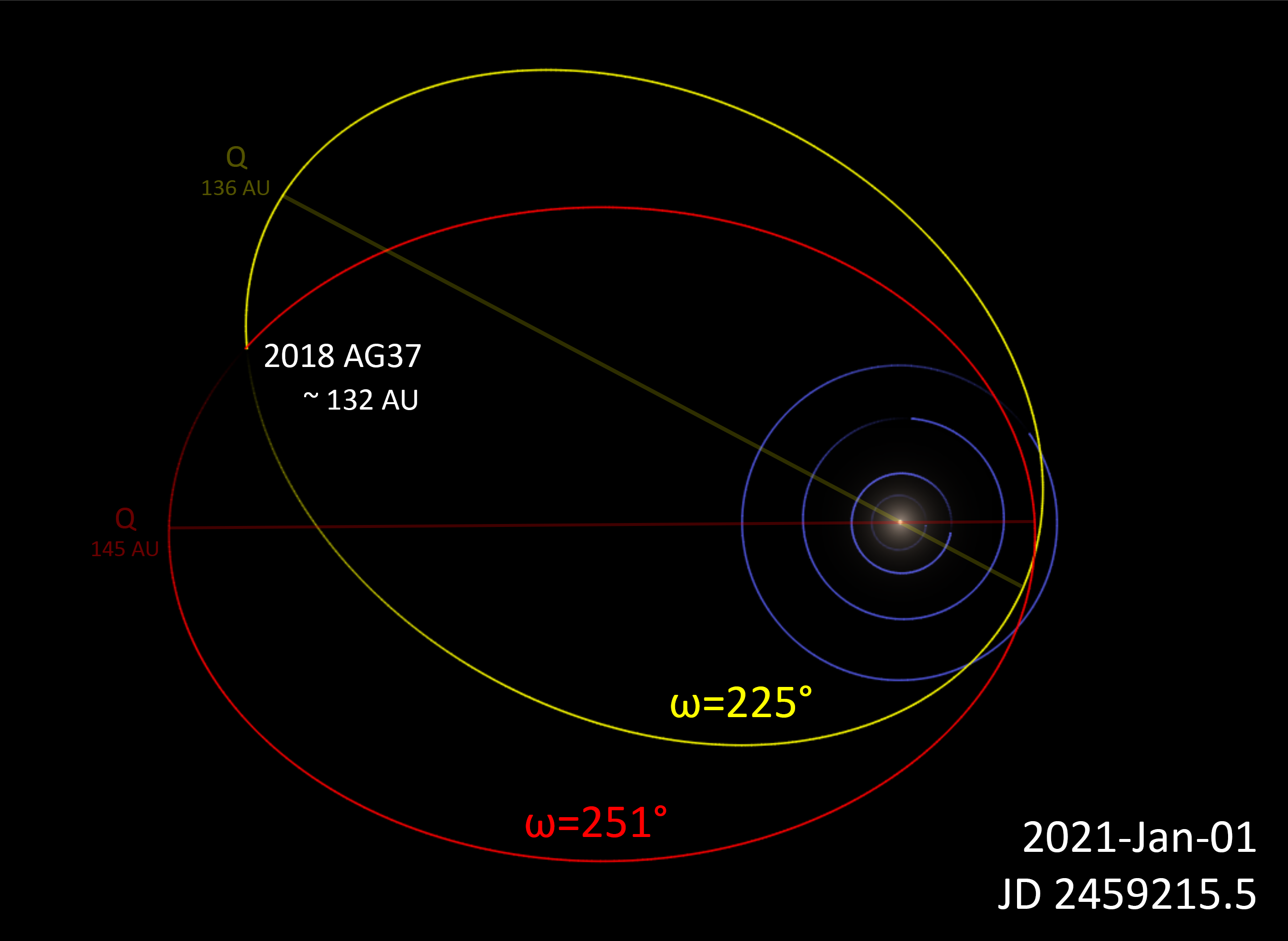
圖中顯示的兩個可能的擬合軌道，這取決於近日點引數(ω)。小行星中心(MPC)和噴射推進實驗室(JPL)使用的標稱解決方案(以紅色顯示)ω=251˚，認為它朝向遠日點(Q)的位置接近中。冥王星計畫的解決方案 (以黃色顯示)使用ω=225˚，認為它已經通過遠日點。

近日點引數，即天體在近日點時相對於升焦點的角度距離，2018 AG37的軌道要素上更是特別差。MPC和JPL的軌道解給出了251°±83°的近日點引數，它對應於2018 AG37目前正在遠離太陽，大約在2158年左右來到遠日點。冥王星計畫提供的另一個最佳擬合軌道解，給出了225°±52°的近日點引數，相當於2018 AG37在1951年前後已經通過遠日點，目前正朝向太陽移動，但冥王星計畫確實列出了遠日點最大可能距離為177天文單位。這與新聞稿給出的數值，175AU是一致的。2018 AG37模棱兩可的徑向速度，在JPL的線上曆書系統上，名義上估計是每年0.19±0.98 AU(基於2018年1月15日) 。
有鑑於2018 AG37近日點距離的不確定性，使它可能穿越海王星的軌道(30.1AU)，以及最小軌道相交距離(MOID)大約是4 AU（600 × 106 km；370 × 106 mi），2018 AG37的小近日點距離和扁長的軌道，意味著它在過去的近距離接觸中，經歷了與海王星強烈的引力交互作用。與其它被海王星散射到類似的遙遠且細長軌道上的的海王星外天體統稱為離散盤天體。

### 距離
最初估計該天體與太陽的距離大約是140 AU（21 × 109 km），但由於初始觀測到的觀測弧很短，這個估計並不正確。截至2021年，它是太陽系中被觀測到時距離最遠的天體，在2021年2月宣佈時，2018 AG37的觀測弧只有兩年。基於此，換算出它在2018年1月15日發現時的距離是132.2 ± 1.5 AU（19.78 ± 0.22 × 109 km）。
許多軌道近拋物線彗星與太陽的距離都比2018 AG37遠得多。凱撒彗星（C/-43 K1）計算出與太陽的距離超過800 AU（120 × 109 km）。多納蒂彗星（C/1858 L1）距離太陽145 AU（22 × 109 km）。然而，即使用最強大的望遠鏡，現時也無法觀測到這些更遙遠的天體。
現在已知的100多顆海王星外天體，其遠日點的距離都比2018 AG37還要遠。

## 物理性質

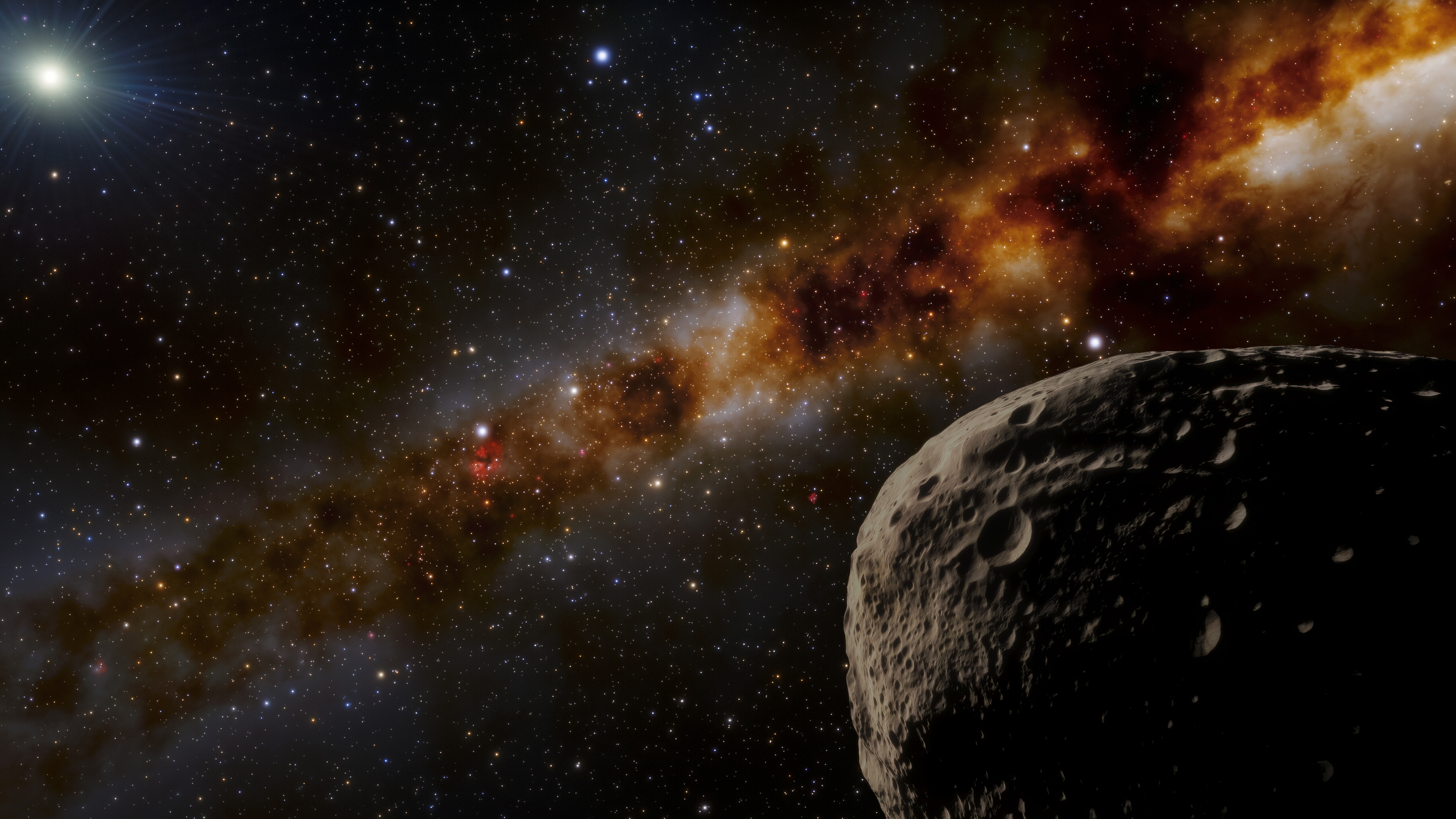
這是想像中暱稱為FarFarOut”的遙遠太陽系天體在太陽系邊陲的樣子。

根據2018 AG37的視亮度和估計的距離，小行星中心計算出絕對星等為4.2。它被列為本質上第12亮的離散盤天體。
2018 AG37的大小無法直接測量，假設它的幾何反照率範圍介於010-0.25，估計其大小可能在400—600 km（250—370 mi）之間。雪柏假設2018 AG37有一個高反射和富含冰的表面，估計它的直徑位於這個範圍的下端'。這使得它接近在流體靜力平衡的狀態下，可以坍縮成球體的形狀，而成為矮行星 。

## 註解
1. ↑  In the convention for minor planet provisional designations, the first letter represents the half-month of the year of discovery while the second letter and numbers indicate the order of discovery within that half-month. For 2018 AG37, the first letter 'A' corresponds to the first half-month of January 2018 while the succeeding letter 'G' indicates that it is the 7th object discovered on the 37th cycle of discoveries. Each completed cycle consists of 25 letters representing discoveries, hence 7 + (37 completed cycles × 25 letters) = 932.[10]
2. ↑  The upper bound aphelion distance given by Project Pluto is 135.9 + 40.8 AU = 176.7 AU.[13]

## 外部連結
- NASA JPL小天體瀏覽器上的2018 AG37
- Solar System's Most Distant Known Member Confirmed （页面存档备份，存于）, Carnegie Institution for Science, 10 February 2021
- Astronomers Confirm Solar System’s Most Distant Known Object Is Indeed Farfarout （页面存档备份，存于）, NOIRLab, 10 February 2021
- Record Breaking Distant Solar-System Object （页面存档备份，存于）, Subaru Telescope/NAOJ, 10 February 2021
- 'Farfarout!' Solar system's most distant planetoid confirmed （页面存档备份，存于）, University of Hawai'i News, 10 February 2021
- "Beyond Pluto: The Hunt for a Massive Planet X" （页面存档备份，存于）, a talk by Sheppard announcing FarFarOut's discovery, Carnegie Institution for Science, 21 February 2019